# Жужелица фиолетовая
Жужелица фиолетовая (лат. Carabus violaceus) — вид жуков-жужелиц из подсемейства собственно жужелиц. Распространён в Европе и Азии (Казахстане, России, Японии). Взрослые насекомые длиной 20—34 мм. Взрослые жуки не летают. На надкрыльях имеются мелкие зёрнышки и синяя, фиолетовая или пурпурная каёмка.

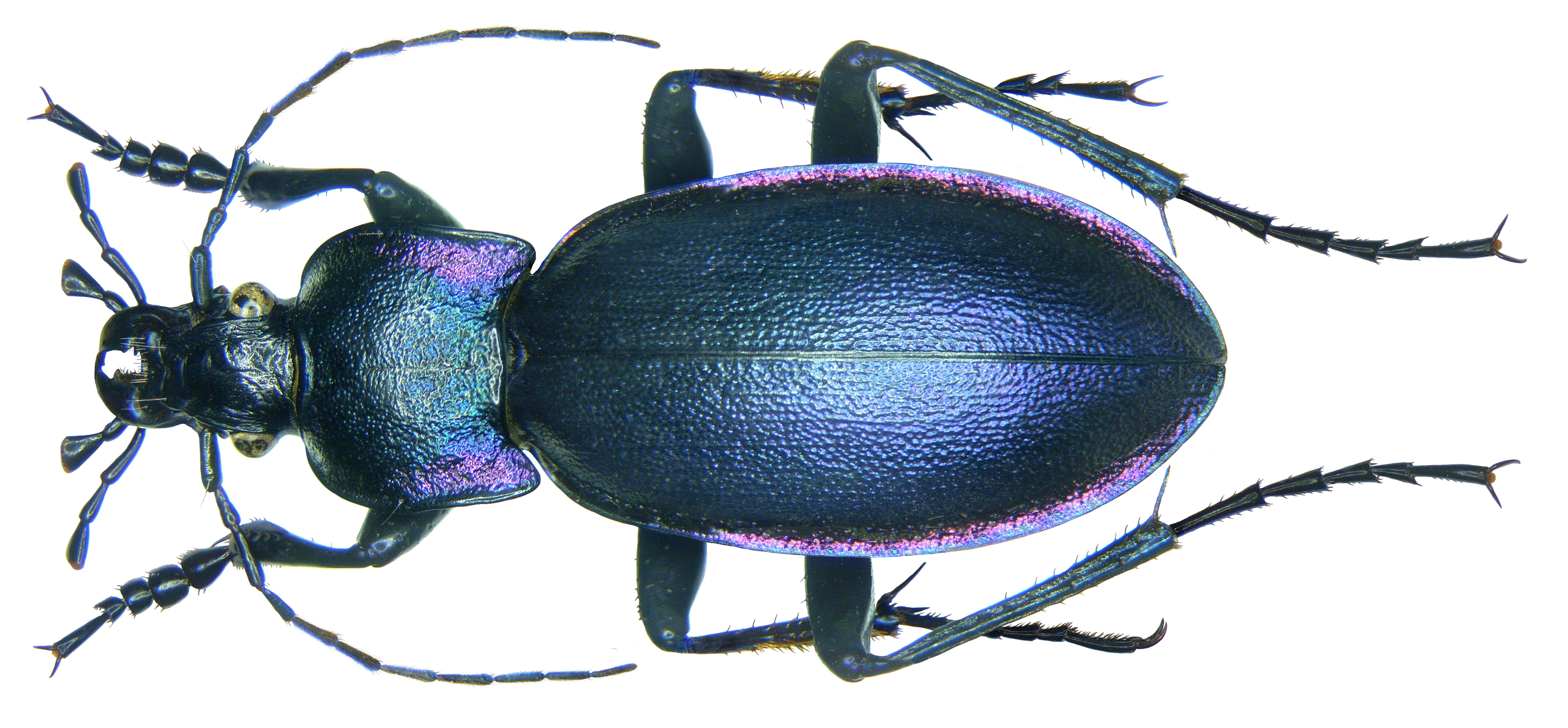
Carabus violaceus picenus